# Frank Rosen
Frank Rosen (Amersfoort, Países Bajos, 16 de marzo de 1946) es un escultor y artista holandés. Como Kees Verkade (Haarlem, 1941) se interesa por una escultura de modelos humanos, con especial énfasis por el movimiento y la emoción. Sus temas son diversos, pero predominan modelos circenses o irónicos, como la oveja Verónica. También es creador de gouaches y serigrafías. 

## Biografía

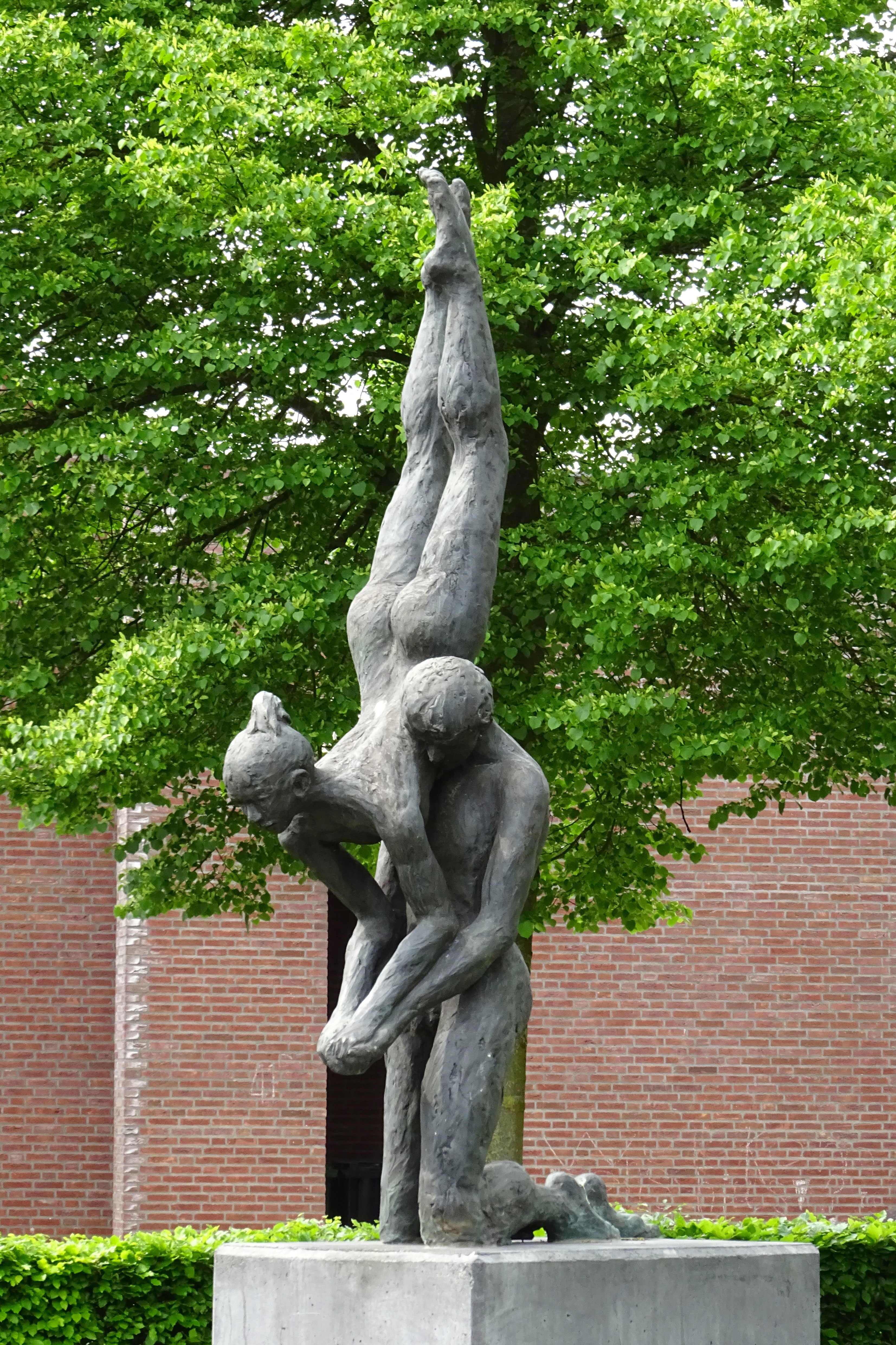
Balans door (1987).- Schijndel

Frank Rosen, nacido en 1946 en Amersfoort (Países Bajos), se graduó en la Academia Gerrit Rietveld de Ámsterdam en 1968. Entre otros, fue alumno de Theo Kurpershoek y de Ap Sok. De 1969 a 1985 fue contratado por una cadena de televisión holandesa (NOB) como director de arte y diseñador de más de 300 programas de televisión. Además, ha creado decorados y vestuarios para actuaciones musicales y de danza. Fue director de arte en varias películas.
En 1985 tomó la decisión de dejar su trabajo a tiempo completo y desde entonces ha trabajado de manera ocasional en producciones de televisión, cine y teatro. Hasta 2004, diseñó decorados y vestuarios para 11 musicales producidos por la NKT (Dutch Children's Theatre). En 2008, diseñó los decorados y el vestuario de la ópera La flauta mágica, que se representó en la localidad francesa de Mosset. Ha ilustrado libros de Gertie Evenhuis y Beccy de Vries. 
Desde 1985 ha esculpido varios centenares de obras, algunas de las cuales se exhiben en espacios públicos de los Países Bajos y otras ciudades europeas. Entre otros trabajos destacados, diseñó el busto en bronce de Anna Maria Geertruida Schmidt para la entrega del premio que lleva su nombre y que se concede anualmente al mejor dramaturgo holandés.

## Trabajos en espacios públicos (selección)
- Annie M. G. Schmidt - Kapelle (2010)
- Theaterclown - Hoorn (2004)
- Herman Brood - Zwolle (2001)
- De Toneelspeler (2000)
- Seguro de salud (Ziekenfondsbode) - Amersfoort (1999)
- La oveja Verónica (Het Schaap Veronica) - Egmond aan den Hoef (1998)
- Dikkertje Dap - Ámsterdam (1995)
- Moeder en kind - Zandvoort (1995)

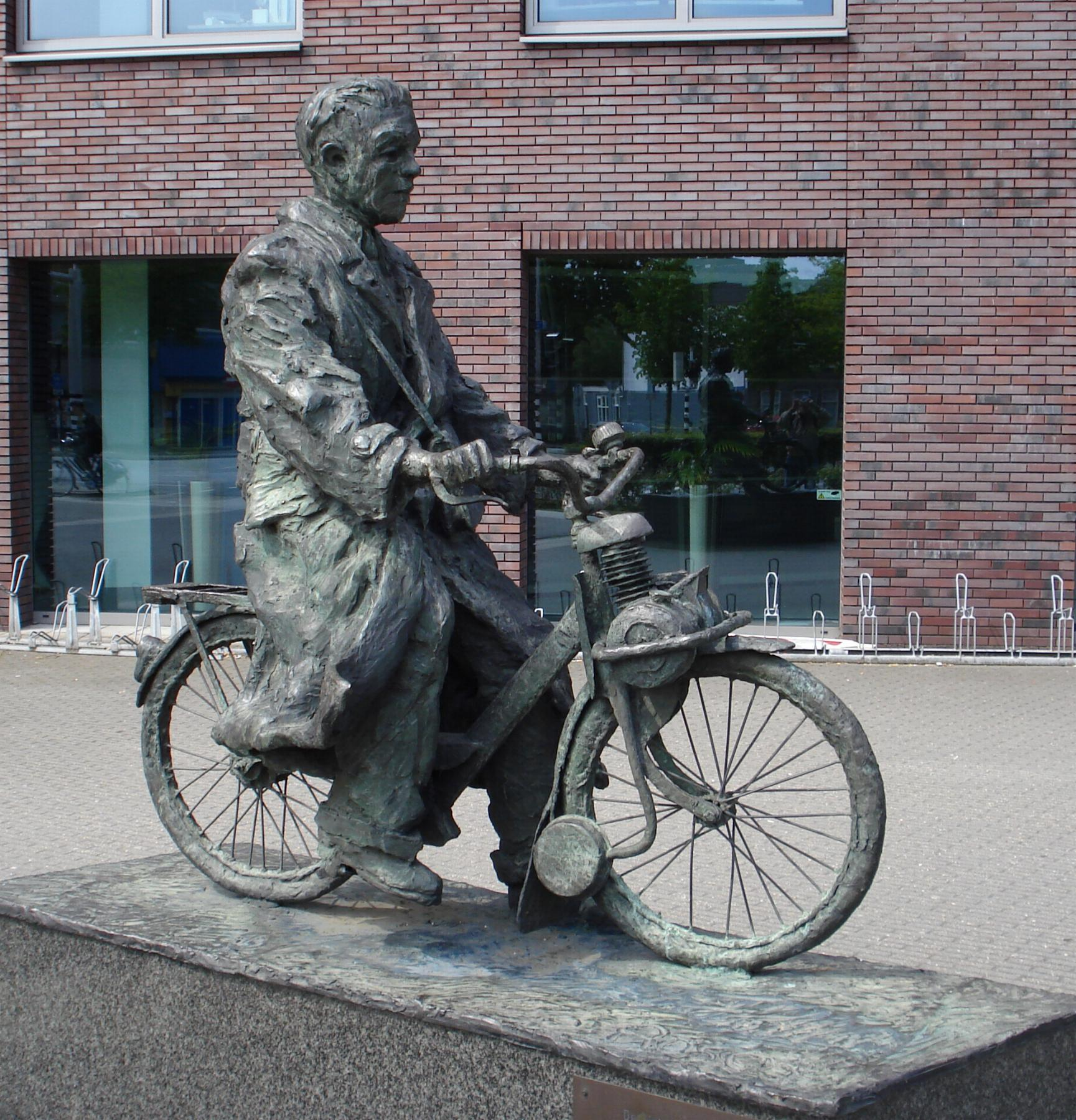
Seguro de salud - Amersfoort (1999)
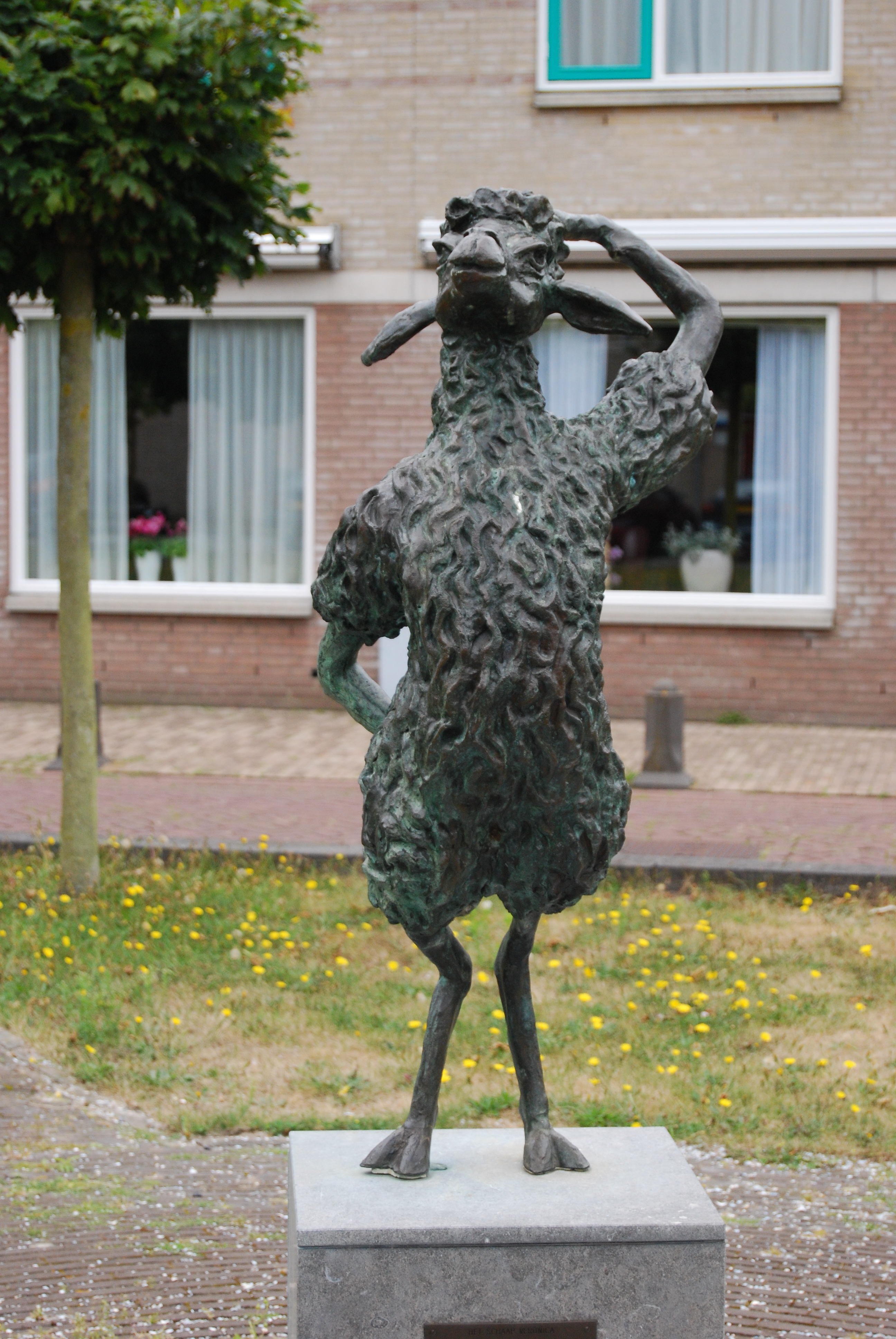
La oveja Verónica - Egmond aan den Hoef (1998)
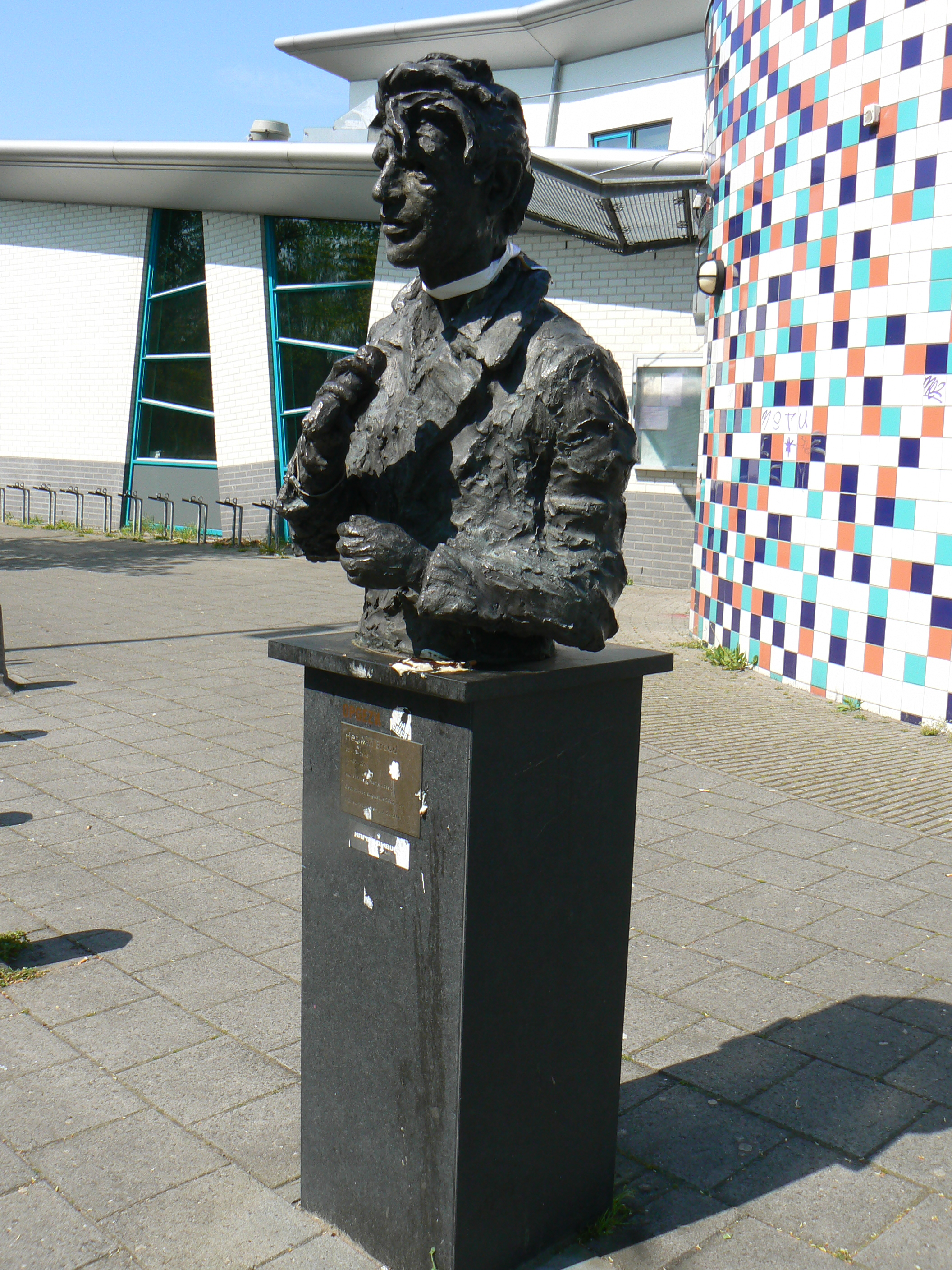
Herman Brood - Zwolle (2001)